# Eusynaptomyces
Eusynaptomyces — рід грибів родини Ceratomycetaceae. Назва вперше опублікована 1931 року.

## Класифікація
До роду Eusynaptomyces відносять 6 видів:
- Eusynaptomyces africanus
- Eusynaptomyces benjaminii
- Eusynaptomyces borealis
- Eusynaptomyces cornutus
- Eusynaptomyces enochri
- Eusynaptomyces hydrobii